# Marinejegerkommandoen
Le Marinejegerkommandoen (MJK) est une unité de force spéciale de la marine royale norvégienne. Fondée en 1951, cette unité est spécialisée dans la guerre non conventionnelle, le sabotage, la reconnaissance le long des côtes du pays. Elle est intervenue en Afghanistan.